# Västlig lövsalsfågel
Västlig lövsalsfågel (Chlamydera guttata) är en fågel i familjen lövsalsfåglar inom ordningen tättingar, förekommande i västra Australien.

## Utseende
Västlig lövsalsfågel är en 24-28 centimeter lång brunaktig lövsalsfågel. Fjäderdräkten är brun med rödbruna eller beige fläckar på strupe, bröst, hals, nacke, baksidan av huvudet och vingarna. På huvudet syns en rosa tofs. Stjärten är brun och undersidan är beige. Honan liknar hanen men är mer fläckig på strupen och har längre stjärt.

## Utbredning och systematik
Västlig lövsalsfågel har en tudelad utbredning i västra Australien. Den delas in i två underarter:
- C. g. guttata – förekommer i North West Cape-området i Western Australia
- C. g. carteri – förekommer från Western Australia (Pilbara-regionen) till centrala Australien

## Levnadssätt
Västlig lövsalsfågel livnär sig på frukt, framför allt från Ficus platypoda, sandelträ, Trichosanthes cucumerina) och mistlar, men även odlad frukt. Den intar även nektar, blommor, spindlar och insekter som myror, malar, skalbaggar och gräshoppor. De behöver dricka regelbundet och ses därför sällsynt långt från vatten.

### Häckning
Liksom de flesta arterna i familjen har västlig lövsalsfågel ett polygamt häckningsbeteende, där en hane parar sig med ett antal honor under en häckningssäsong och där honorna på egen hand bygger bo, ruvar och matar ungarna. Hanen konstruerar en utvecklad lövsal för att locka honan, i västliga lövsalsfågelns fall en dubbel rad av pinnar, 20-25 centimeter höga och 25-35 långa placerade ovanpå en plattform. Lövsalen dekoreras med gröna och vita ting, som bär, frukter, skal, småstenar och ben. Även av människan gjorda föremål kan användas, som glas, ammunitionshylsor och metallföremål.
Varje lövsal kan återanvändas från år till år, och när hanen bygger en ny lövsal återanvänder han material från den gamla. Hanen lockar honan till lövsalen med läten. När hon anländer gör han en dansande riutal, genom att sprida ut stjärten, hoppa och vifta med vingarna. Hanen kan också hålla dekorationer i näbben som han skakar kraftigt, samtidigt som han reser sin rosa tofs.
Själva boet konstruerar honan av småkvistar, en liten skål två till sex meter upp i ett träd, en buske, eller i en mistel. Hon lägger en till två gröna till beige glansiga ägg täckta av mörka mönster. Hur länge den ruvar är okänt.

## Status och hot
Arten har ett stort utbredningsområde och en stor population, men tros minska i antal på grund av förföljelse, dock inte tillräckligt kraftigt för att den ska betraktas som hotad. Internationella naturvårdsunionen IUCN kategoriserar därför arten som livskraftig (LC). Världspopulationen har inte uppskattats men den beskrivs som ganska vanlig.